# John Emrys Lloyd
John Emrys Lloyd (Edmonton, 8 settembre 1905 – Henley-on-Thames, 28 giugno 1987) è stato uno schermidore britannico, vincitore di due medaglie di bronzo ai Campionati Internazionali di scherma.